# Pointe de Pen-Bron
La pointe de Pen-Bron est une presqu'île française située sur le territoire de la commune de La Turballe, dans le département français de la Loire-Atlantique en région Pays de la Loire.

## Géographie

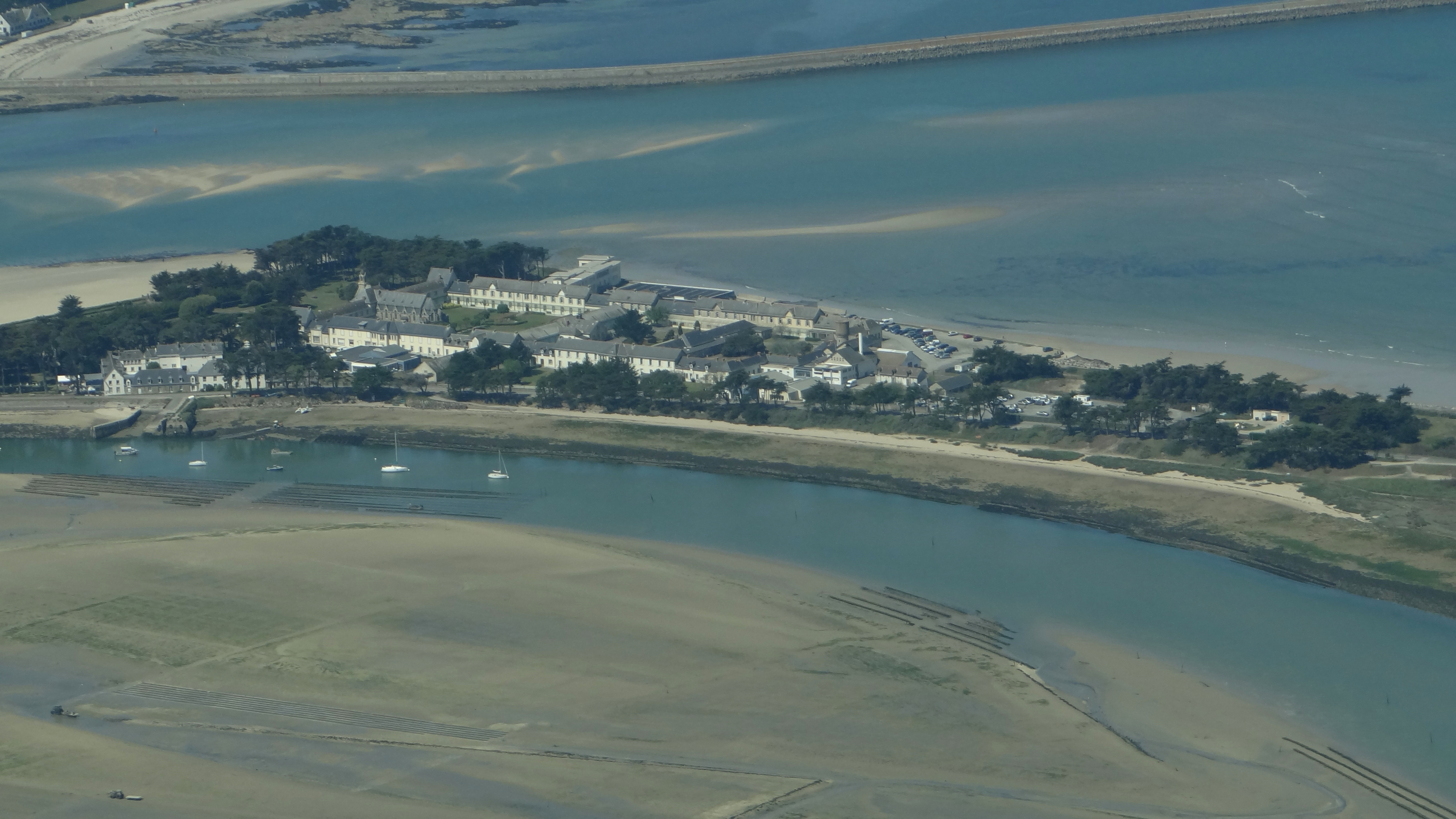
Vue aérienne, depuis le nord-est, de la pointe de Pen-Bron.

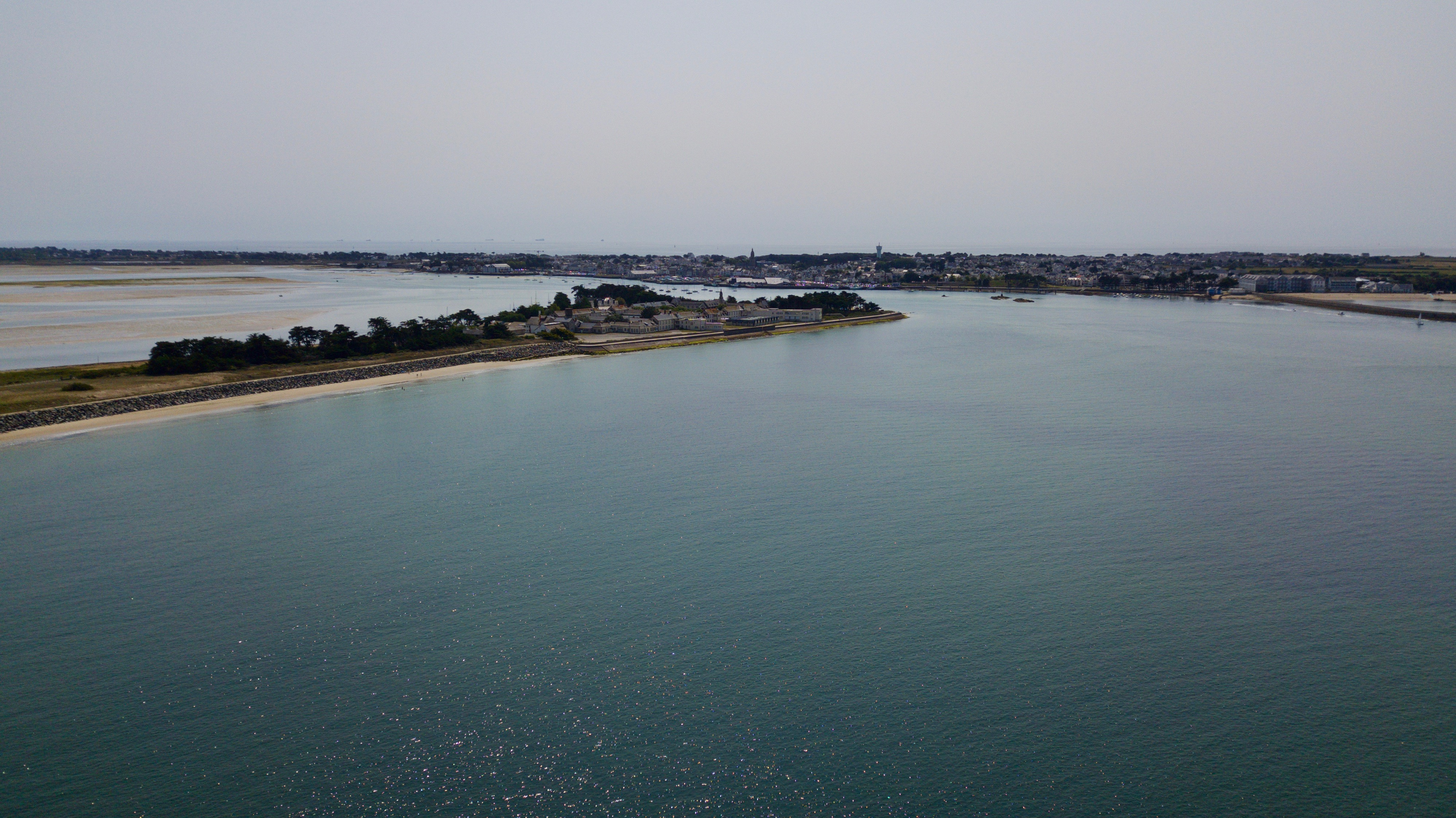
La pointe de Pen-Bron. On distingue au fond une partie de la presqu'île du Croisic

La presqu'île de Pen-Bron est la partie la plus au sud du territoire communal de La Turballe. C'est une pointe sablonneuse, entourée d'eau de mer à l'ouest, au sud et à l'est, longue de 1,2 km sur 70 à 330 m de large, plantée pour une large part, sur un secteur dunaire d'environ 70 hectares, de pins maritimes formant le bois de Pen-Bron, qui est le principal espace boisé homogène de la commune de La Turballe. L'accès terrestre de la presqu'île, au nord de celle-ci, est située à environ quatre kilomètres au sud du bourg de La Turballe.
Son extrémité sud s'avance en direction du port du Croisic, s'arrêtant à 550 m de celui-ci au bord d'un détroit séparant la pointe de Pen-Bron de, plus au sud, la presqu'île du Croisic. Il est emprunté, en suivant le chenal du Croisic, par les embarcations de pêche ou de plaisance fréquentant le port d'échouage du Croisic, qui est aménagé juste au sud-est de ce goulet maritime. Ce dernier permet à l'océan Atlantique de pénétrer dans les terres formant des bras de mer soumis au régime des marées, les traicts du Croisic (dont le « petit traict » qui borde l'est de la presqu'île de Pen-Bron), qui alimentent les marais salants de Guérande.
Le littoral ouest de la presqu'île de Pen Bron, donnant sur cette partie de l'océan que l'on appelle également « rade du Croisic », forme une longue plage de sable. La partie nord (elle même située au sud de la plage des Bretons) est dénommée plage de la Grande-Falaise, en référence à la grande dune qu'elle longe. La partie sud, est dénommée plage de Pen-Bron.
Depuis le bourg de La Turballe, on accède à Pen-Bron en prenant la route départementale 92, puis une route qui aboutit à l'entrée du domaine du centre marin dont l'accès est réglementé.
Des sentiers pédestres permettent également de parcourir la presqu'île.
Une navette maritime pour les piétons et cyclistes assure une liaison hebdomadaire plusieurs fois par jour entre le sud de la presqu'île et le port du Croisic durant les mois de juillet et d'août, tandis qu'en mai, juin et septembre cette liaison n'est assurée à la demande que durant les week-ends et les jours fériés

## Toponyme
Pen-Bron vient du breton pen et bron, signifiant littéralement le « bout de la hauteur arrondie ».
Selon une autre source, cela signifie : pointe des joncs.

## Histoire
La première chaussée pour accéder à l'extrémité de la pointe est construite entre 1707 et 1723.
En 1824, un industriel, François Deffès, y fonde une conserverie, dans laquelle sont conditionnées, dans des boîtes de fer-blanc, des sardines pêchées au large du port de La Turballe et accommodées à l’huile d’olive.
Hippolyte Pallu (1833-1921) fonde en 1887, dans les locaux de la conserverie devenus vacants, un centre héliomarin destiné à soigner les jeunes enfants atteints de tuberculose osseuse. L'établissement devient par la suite le centre marin de Pen-Bron. Durant la Seconde Guerre mondiale, l’hôpital fut évacué et transformé en corps de garde fortifié du Mur de l'Atlantique. Après le conflit, les bâtiments épargnés par les bombardements reprennent leurs activités initiales.

## Patrimoine
Outre l'hôpital, la chapelle de Pen-Bron et le cimetière, on y trouve encore des vestiges du mur de l'Atlantique. Plusieurs ouvrages fortifiés situés auparavant sur la dune ont basculé sur la plage.

### Patrimoine bâti

#### Ancien hôpital

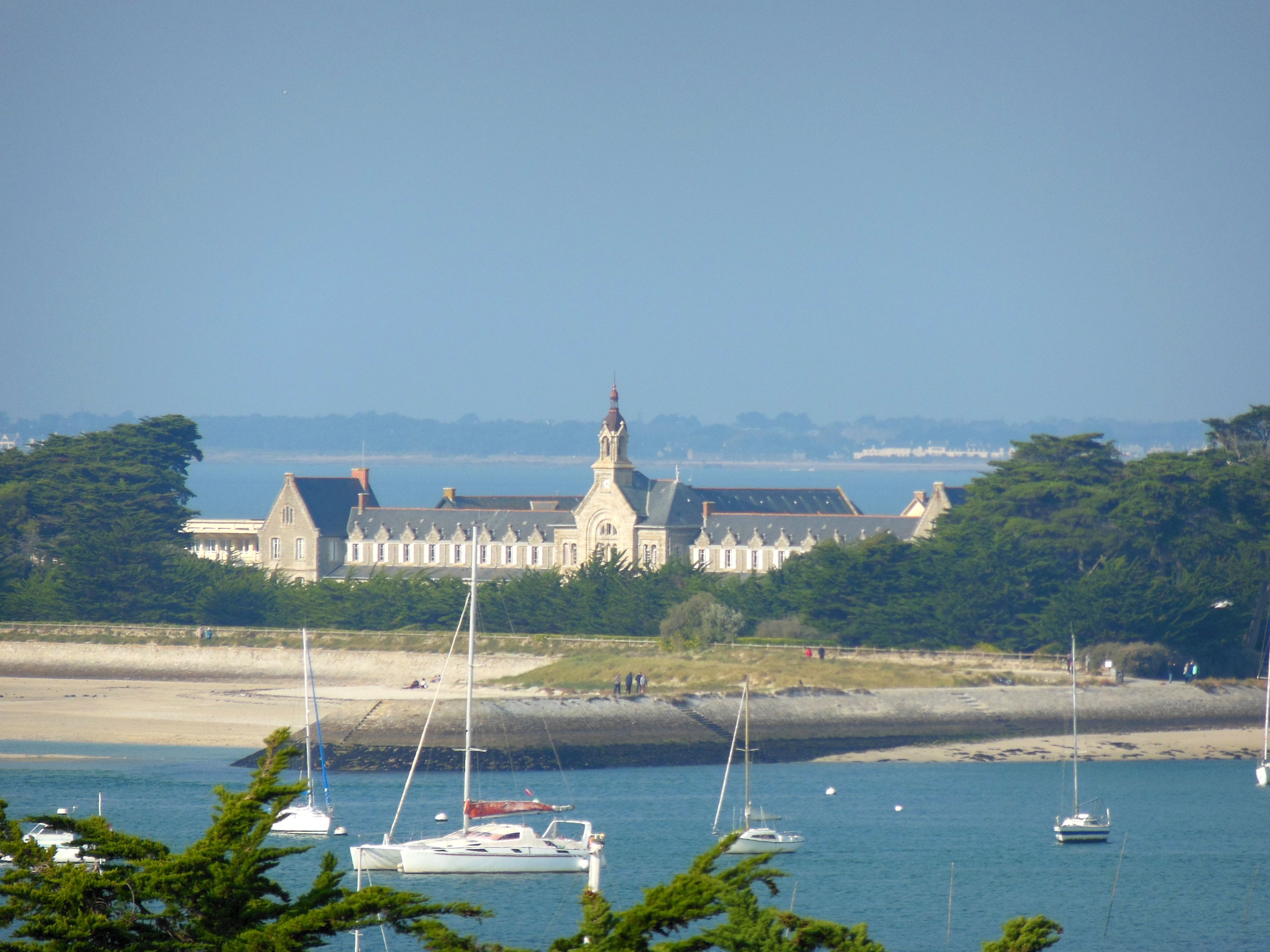
Vu depuis le Mont-Esprit, au Croisic, l'ancien hôpital, devenu centre hélio-marin.
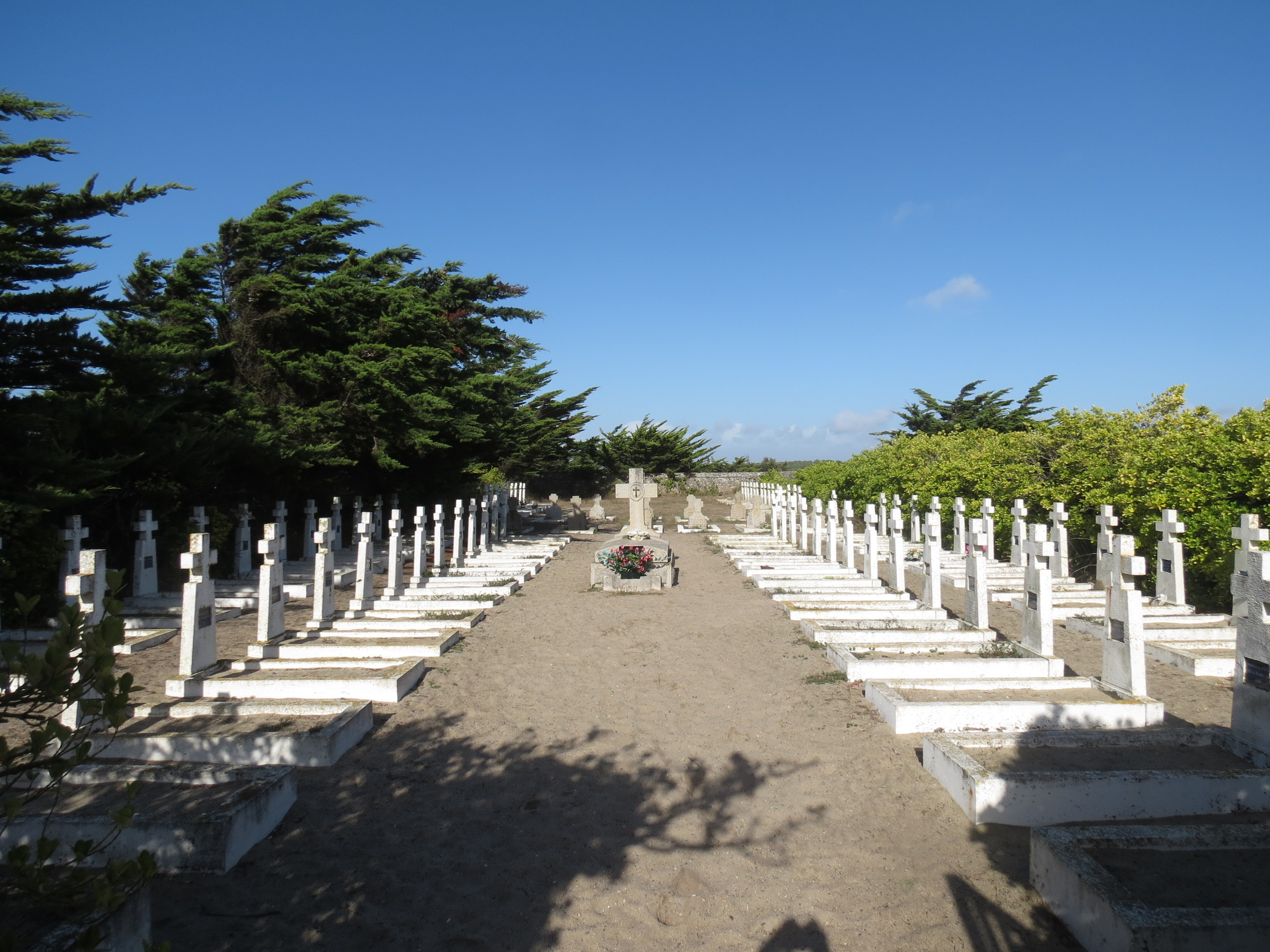
Le cimetière de l'ancien hôpital.
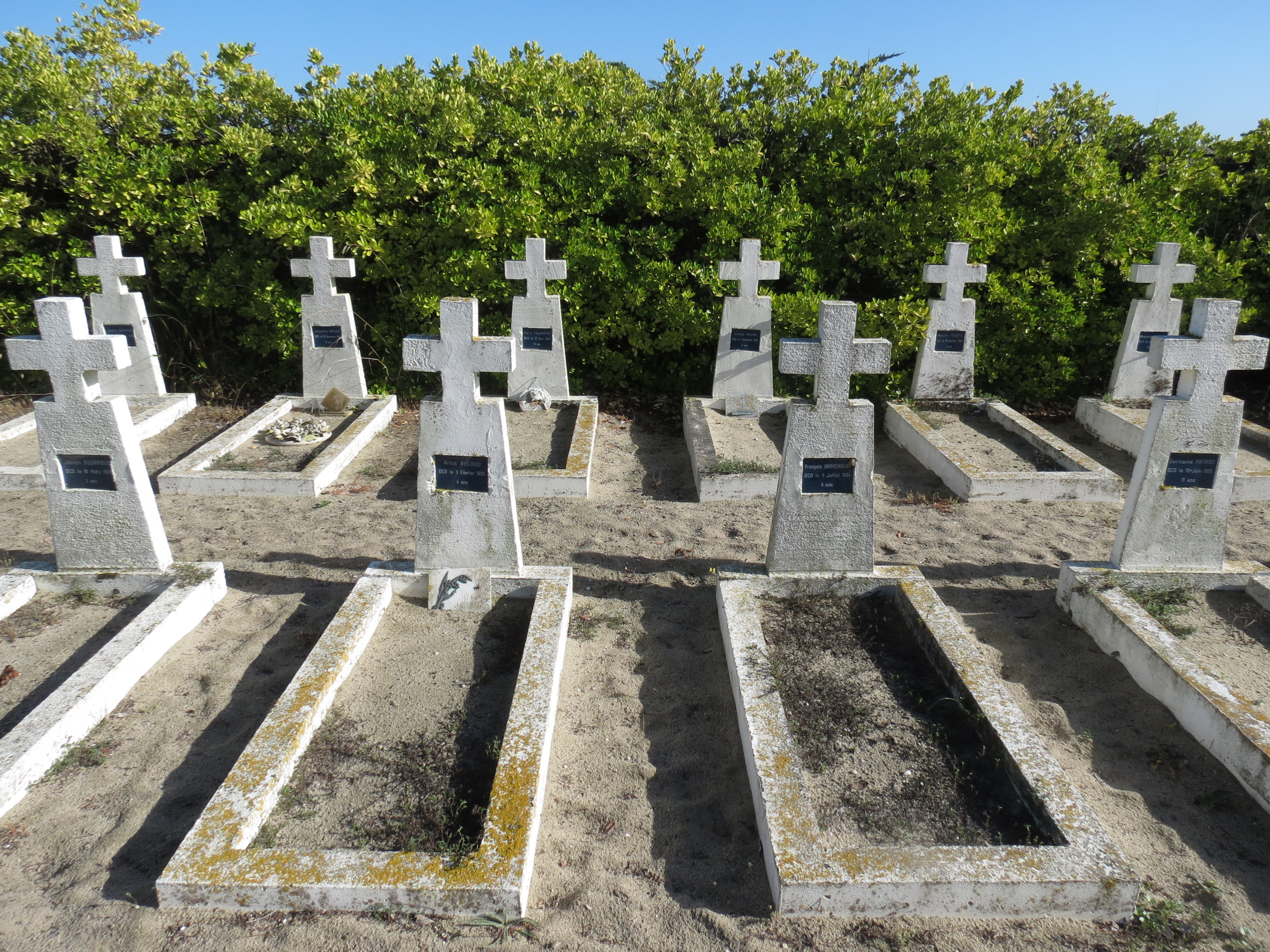
Des tombes d'enfants de l'ancien hôpital.
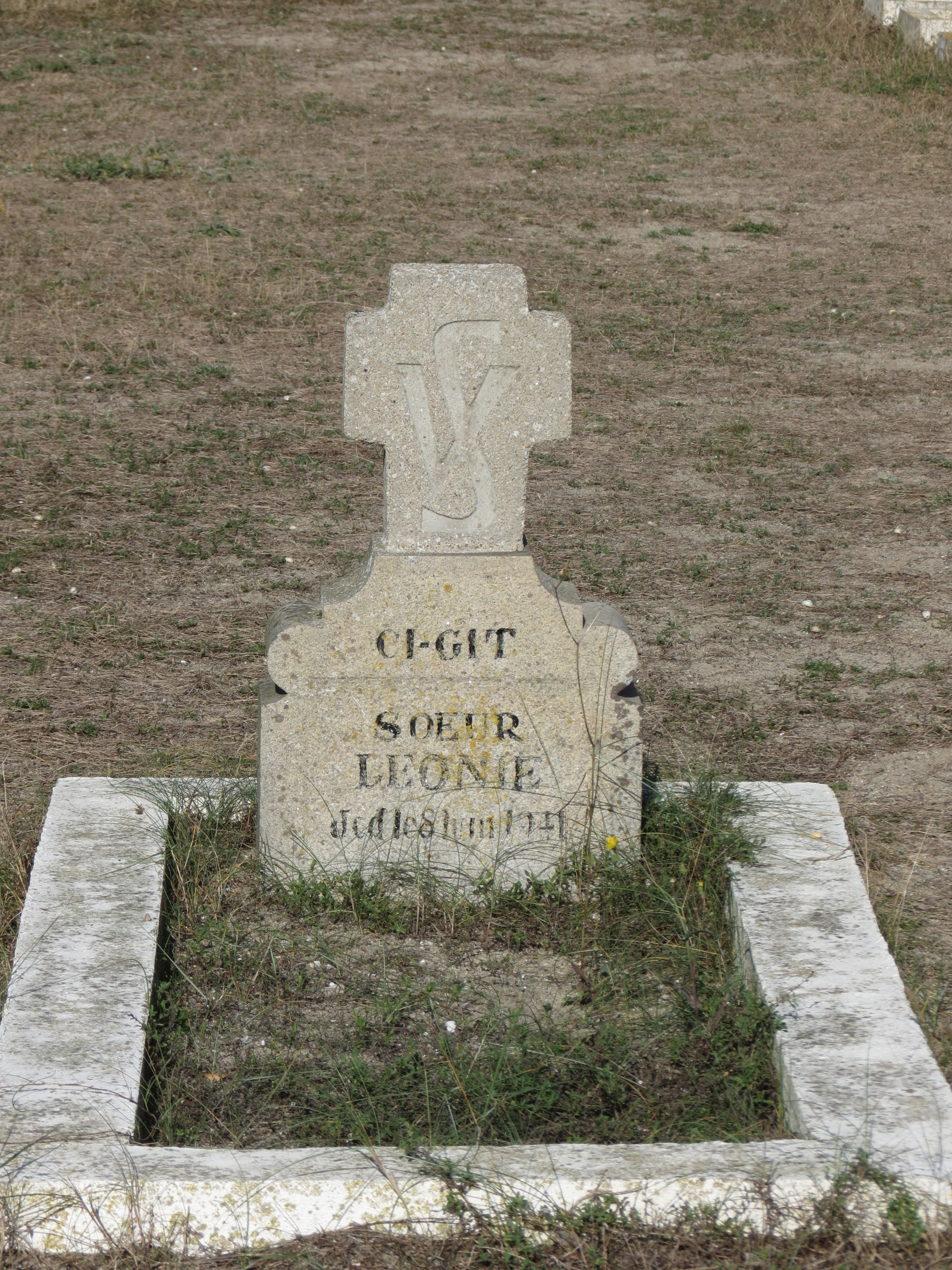
La tombe d'une sœur de l'ancien hôpital.

#### Vestiges du mur de l'Atlantique

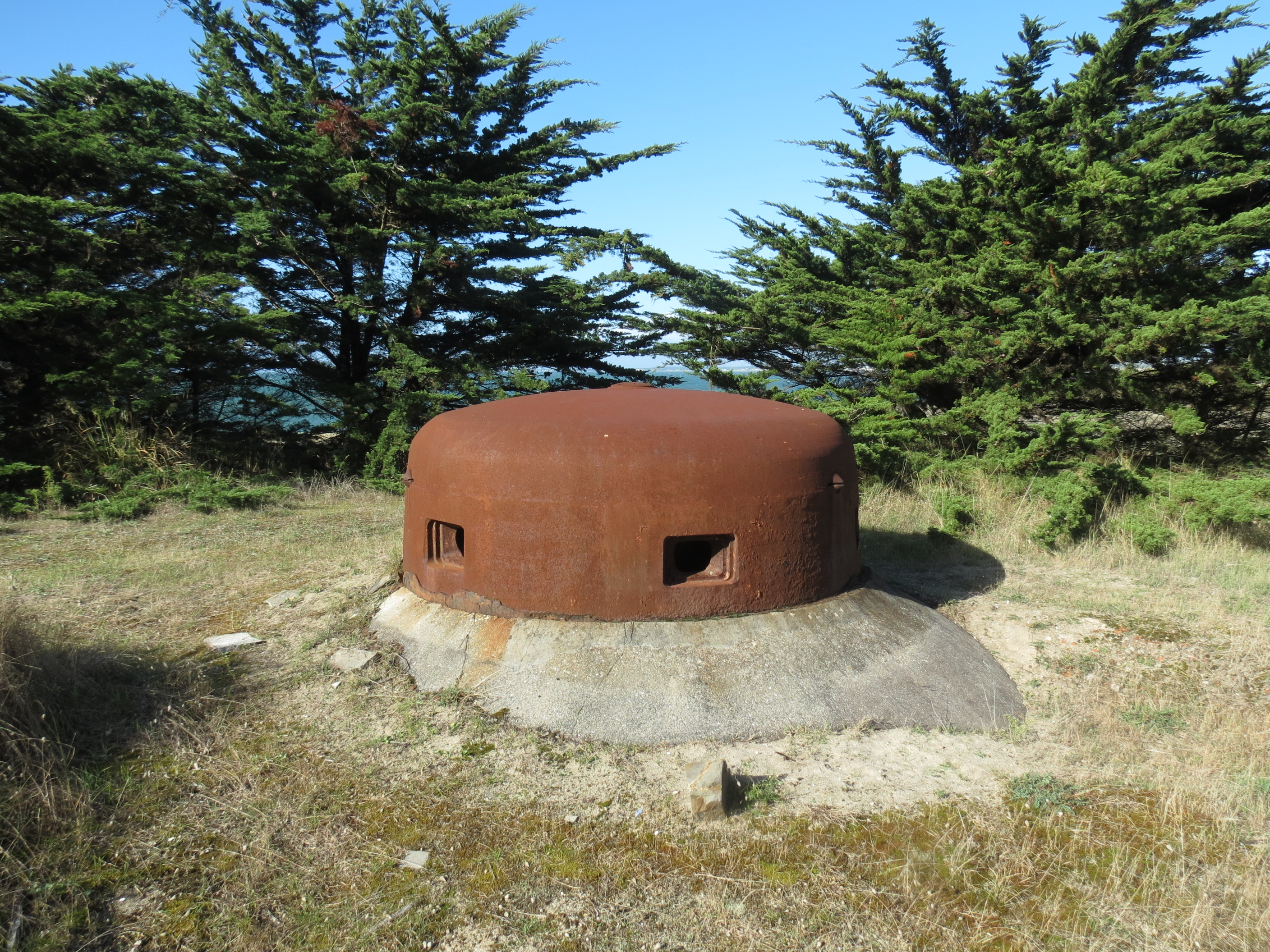
Une tourelle pour mitrailleuses.
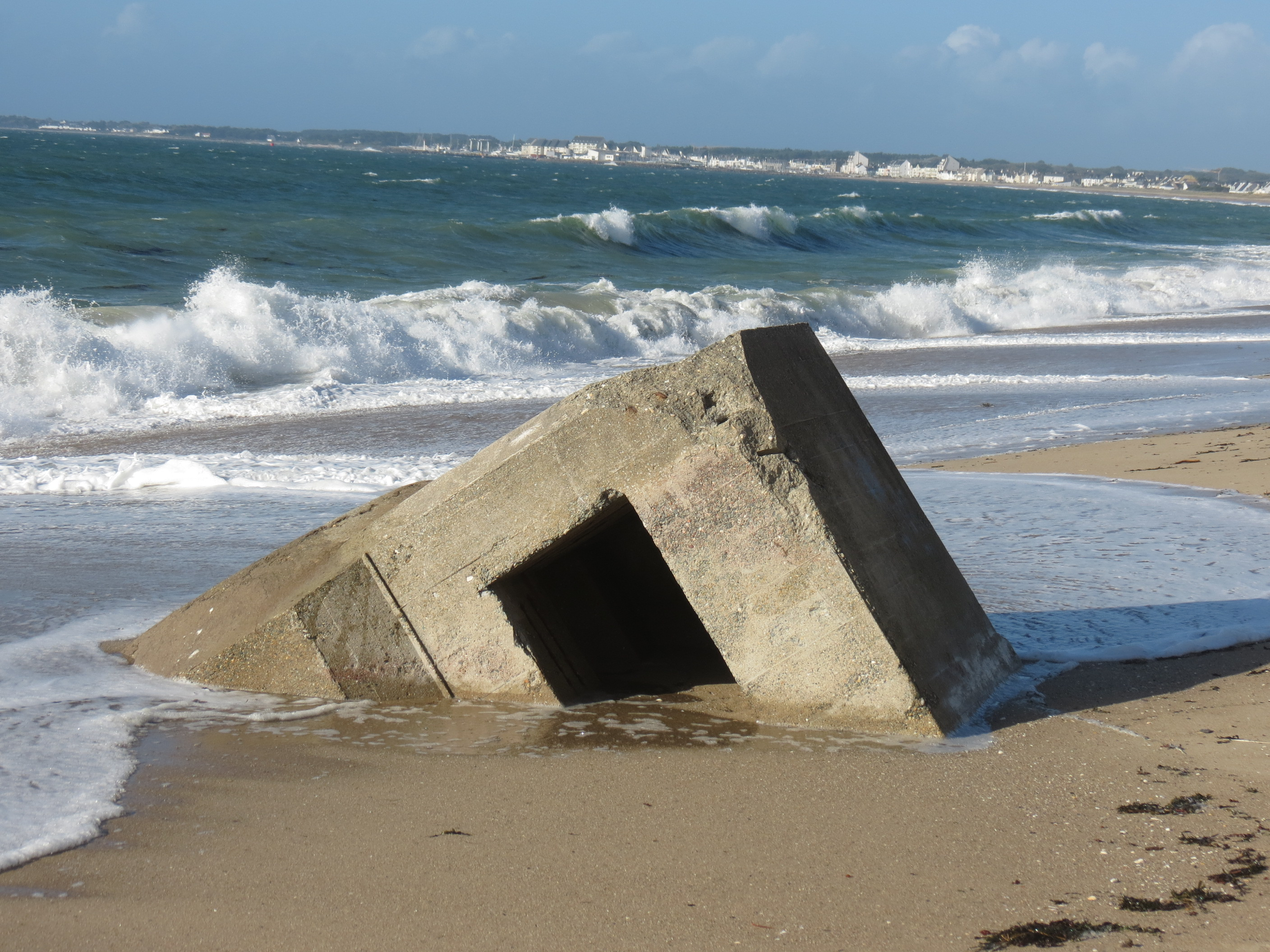
Un blockhaus semi ensablé.
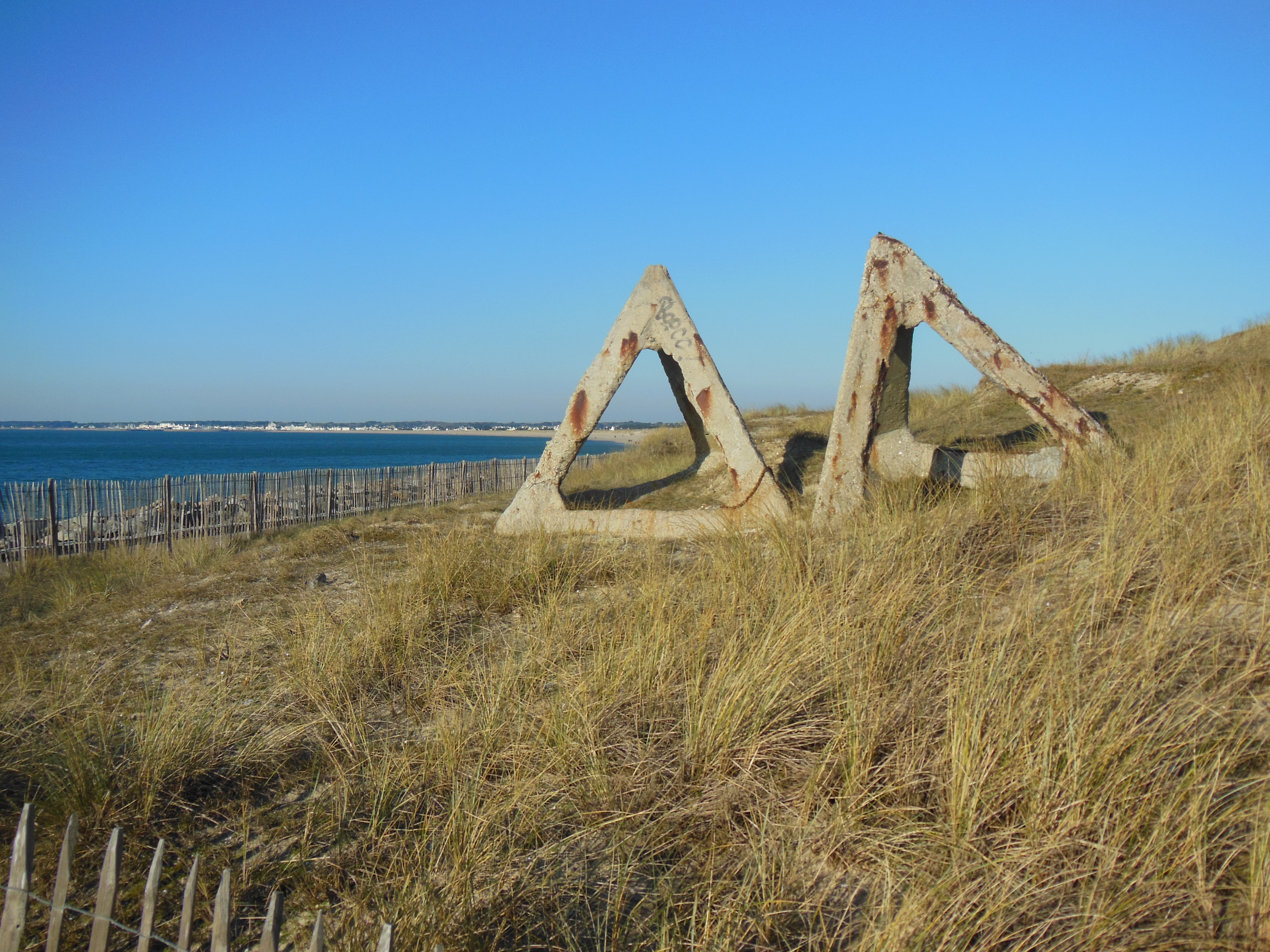
Des tétraèdres de plage, utilisés comme obstacles aux barges de débarquement.

### Patrimoine naturel

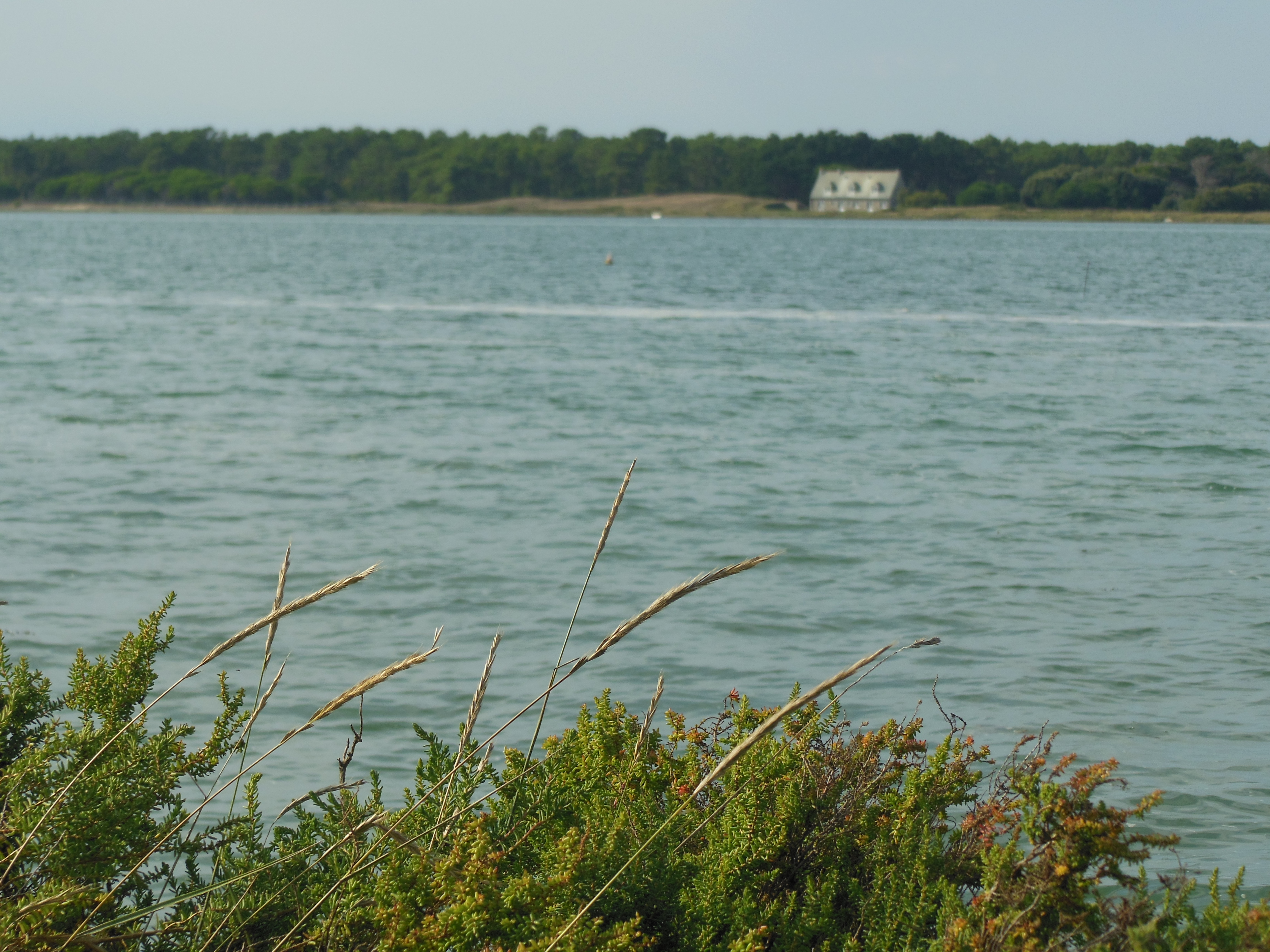
Le petit traict du Croisic et la forêt de Pen-Bron vus de Sissable (Guérande).

Pen Bron constitue la partie ouest d'une zone naturelle d'intérêt écologique, faunistique et floristique (ZNIEFF) de catégorie 1 dénommée pointe de Pen-Bron, marais salants et coteaux de Guérande (38,39 km2), depuis 1991.
Par ailleurs, la pointe de Pen-Bron appartient à la liste des sites naturels Natura 2000 conjointement avec le traict du Croisic et les marais salants de Guérande (43,76 km2 classés).

## Activités
- L'ancien sanatorium héberge aujourd'hui le centre marin de Pen-Bron, spécialisé en réadaptation fonctionnelle, établissement privé à but non lucratif participant au service public hospitalier, est géré par l’association des œuvres de Pen Bron dont le siège est situé à Nantes. Cette association est en outre le premier employeur de la communauté d'agglomération de la Presqu'île de Guérande Atlantique (dont fait partie la commune de La Turballe), avec 330 salariés[12] . Néanmoins, la plupart des activités ont été transférées sur Saint-Nazaire dès 2011 à la suite de décisions de l'Agence Régionale de Santé et l'association cherche aujourd'hui à redonner vie au site, notamment en tant que centre de repos pour personnes handicapés et leurs familles. Mais ce projet n'occupe qu'une petite partie des bâtiments qui sont aujourd'hui vacants [13].
- L'hôtel de Pen-Bron, trois étoiles, 43 chambres, label tourisme et handicap[14], Logis[15] et Les pieds dans l'eau[16].
- Sur la partie de la plage de Pen-Bron située au sud d'un amer pyramidal peint en blanc, le naturisme est pratiqué depuis les années 1970 et actuellement, sans être officiellement autorisé, toléré par la municipalité[17].

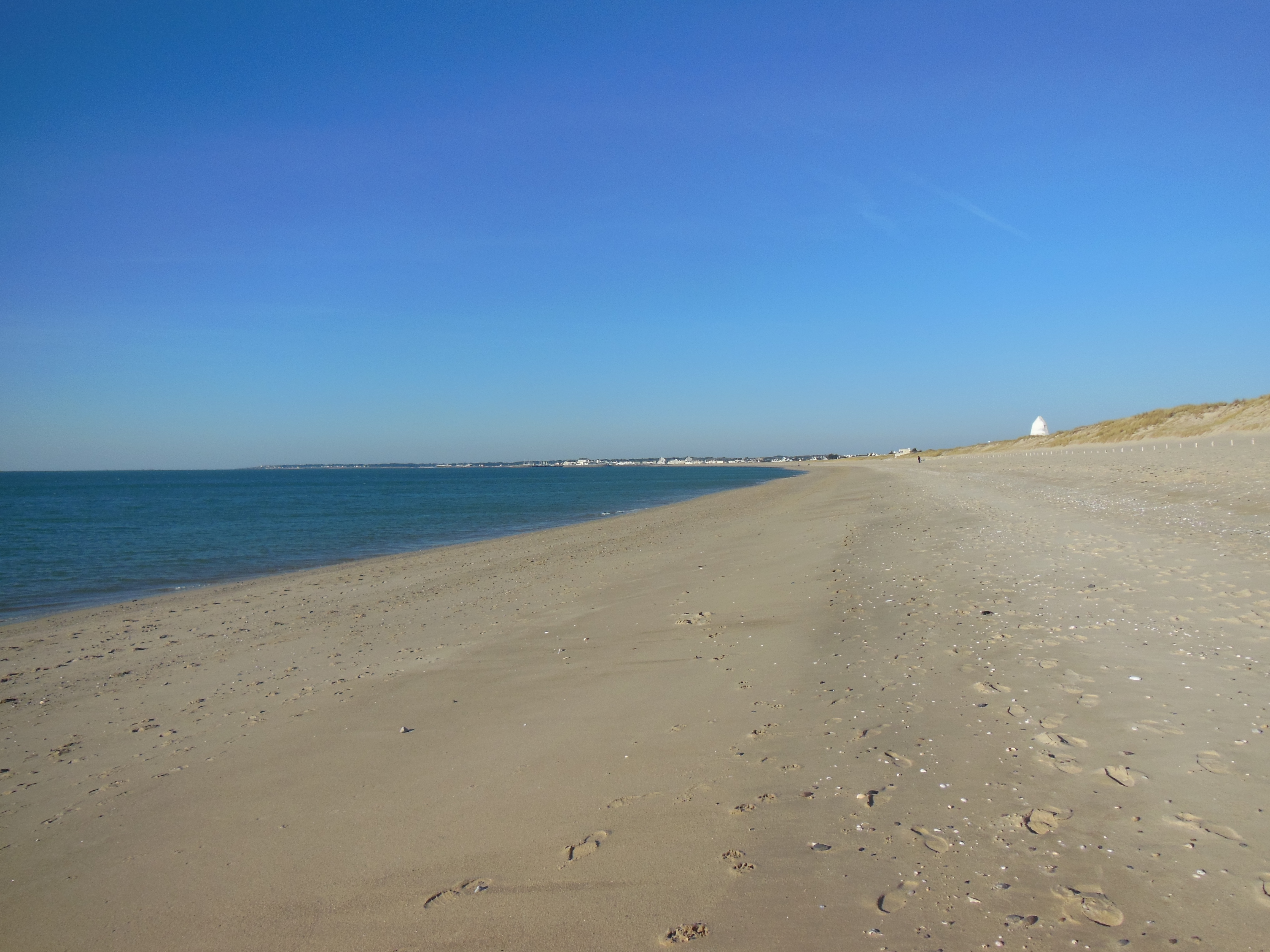
Plage de Pen-Bron, en direction du nord.
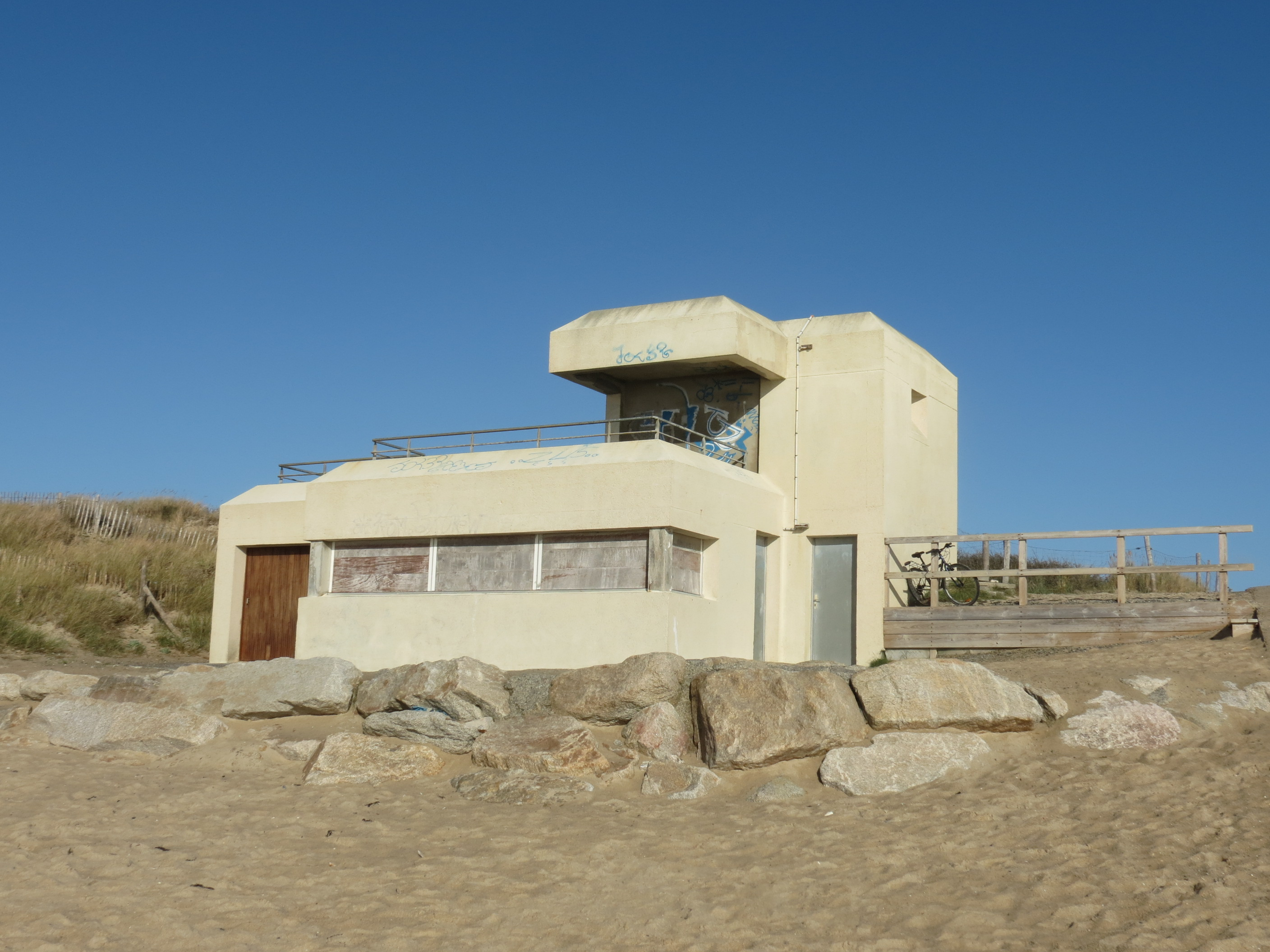
Blockhaus transformé en poste de surveillance de la plage de la Grande-Falaise à Pen-Bron en période estivale.
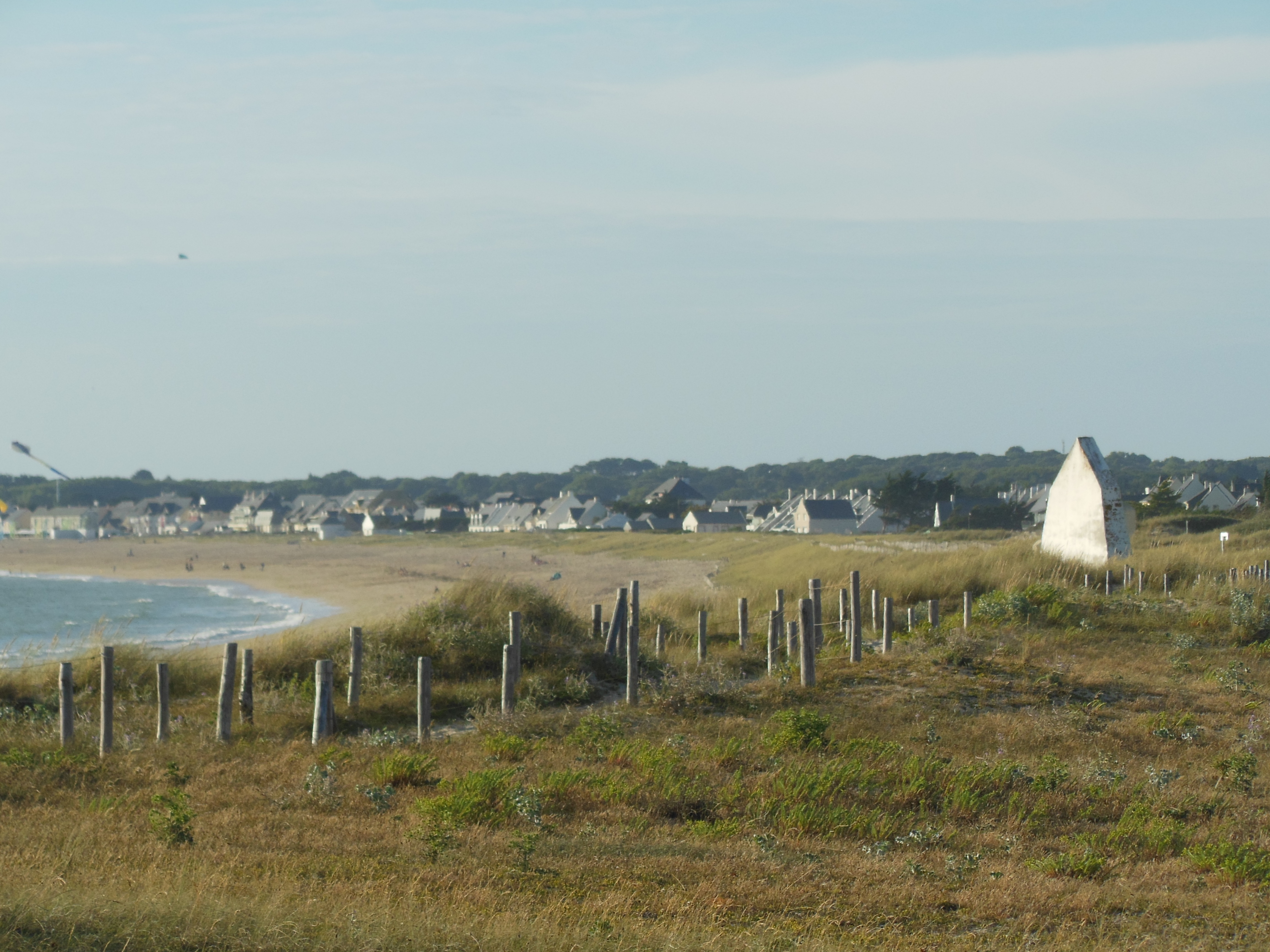
Sentier du littoral et ancien amer dominant la plage de Pen-Bron.